# (500041) 2011 SV191
(500041) 2011 SV191 es un asteroide perteneciente al cinturón de asteroides, descubierto el 4 de octubre de 1994 por el equipo del Spacewatch desde el Observatorio Nacional de Kitt Peak, Arizona, Estados Unidos.

## Designación y nombre
Designado provisionalmente como 2011 SV191.

## Características orbitales
2011 SV191 está situado a una distancia media del Sol de 3,197 ua, pudiendo alejarse hasta 3,645 ua y acercarse hasta 2,749 ua. Su excentricidad es 0,140 y la inclinación orbital 11,86 grados. Emplea 2088,60 días en completar una órbita alrededor del Sol.
Los próximos acercamientos a la órbita de Júpiter se producirán el 12 de marzo de 2079, el 13 de mayo de 2090 y el 5 de agosto de 2101, entre otros.

## Características físicas
La magnitud absoluta de 2011 SV191 es 16,8.